# Monte Polizzo
Il Monte Polizzo (oggi Monte Polizo) è una montagna ricadente nel territorio di Salemi in provincia di Trapani il cui punto più alto è 725,9 metri sul livello del mare. 
Ospita un sito archeologico in fase di studio e ricerca da parte di un gruppo di studiosi internazionali interessati agli antichi Elimi, alle loro origini, allo sviluppo e al crollo della prima età del ferro. Si propone di indagare il processo di ellenizzazione e l'influenza delle occupazioni fenicie e greche della Sicilia.

## Storia

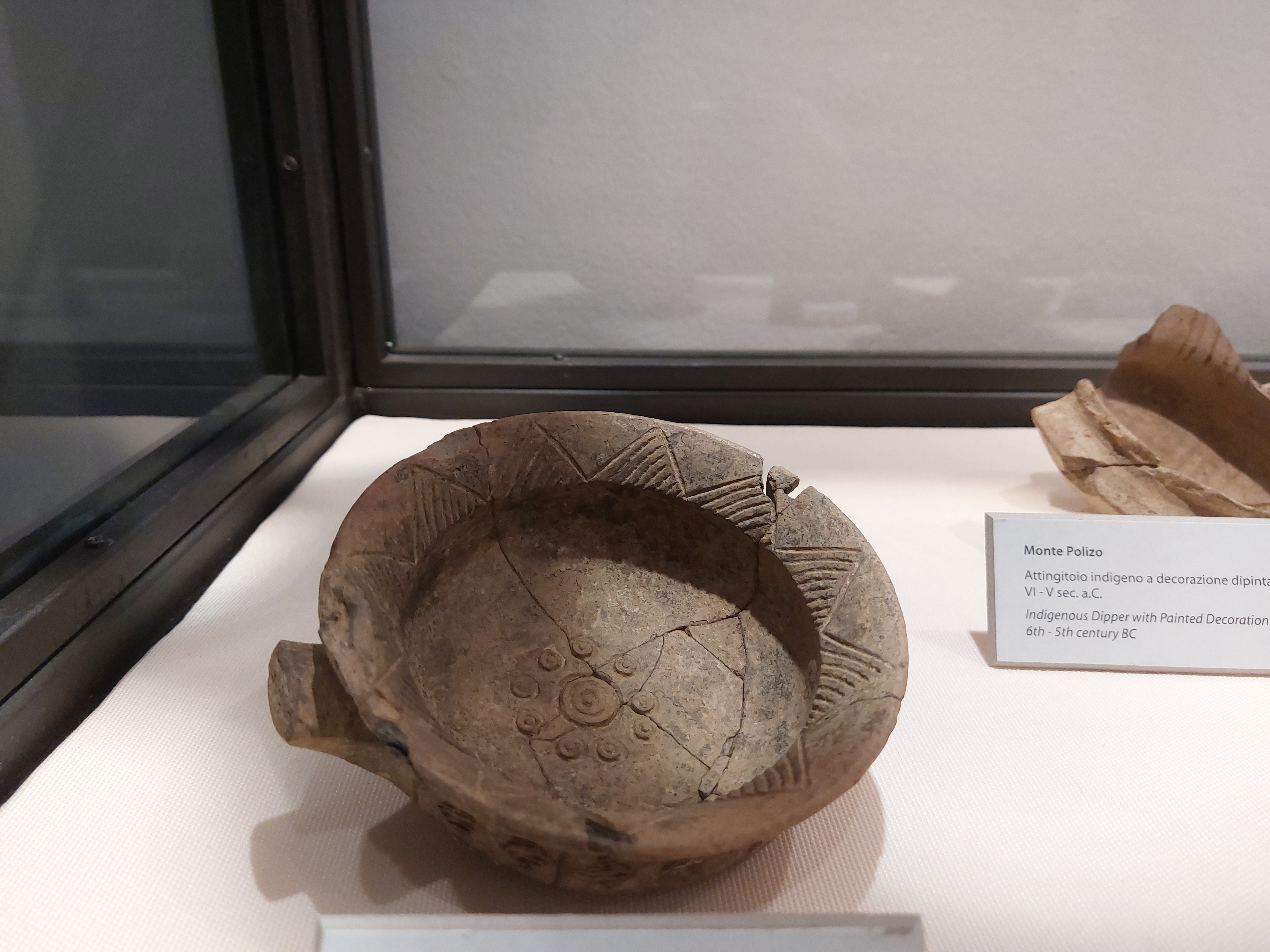
Attingitoio indigeno a decorazione incisa (VI-V sec. a.C), museo civico di Salemi.

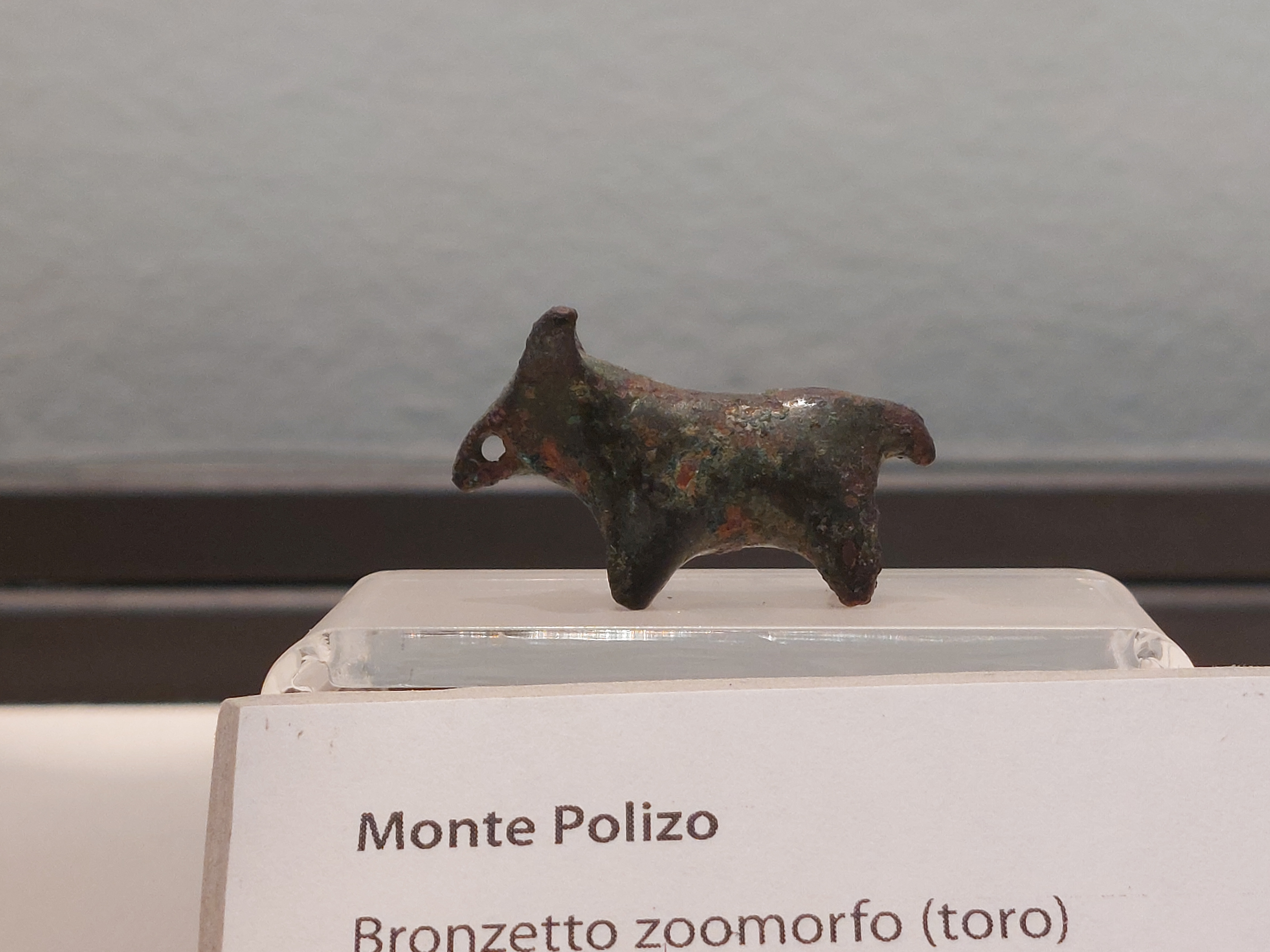
Bronzetto zoomorfo (toro) VI-V sec. a.C., museo civico di Salemi.

Nel 1970 l'archeologo Vincenzo Tusa, avviò una campagna di scavi sperimentali nell'entroterra della Sicilia, compreso il primo scavo a Monte Polizzo. Ha aperto diverse trincee di prova, scoprendo così resti dell'età del ferro, come della ceramica greca appartenente al VI secolo a.C.
Nel 1996, il figlio di Vincenzo Tusa, Sebastiano ha creato un progetto internazionale per approfondire la conoscenza degli Elimi, con al centro Monte Polizzo. Nel 1998 è stato lanciato il Progetto Archeologico Siculo-Scandinavo, guidato da Sebastiano Tusa e Kristian Kristiansen.
Dal 1998 al 2001, Christopher Prescott dell'Università di Oslo ha diretto gli scavi. Gli scavi sono stati estesi a ovest nel 2002 da Christian Mühlenbock e Kristian Kristiansen dell'Università di Göteborg. La nuova area ha rivelato ulteriori complessi di case della metà del VI secolo a.C. Gli scavi si sono conclusi nel 2006 ma i risultati saranno presto pubblicati in due volumi principali.
L'indagine archeologica dell'area circostante è stata intrapresa dal 1998 da Michael Kolb rivelando un ricco sistema di insediamenti risalenti dall'età del rame al periodo medievale, molti dei siti rioccupati nel tempo. Kolb ha anche scavato presso la cittadina di Salemi, recuperando reperti che documentano la presenza di insediamenti tra il IV e il III secolo aC, dando credito all'idea che Salemi sia l'antica città di Halyciae degli Elimi.
Nel 1999 la Stanford University ha aderito al progetto Monte Polizzo, grazie ad un team di studenti, guidato da Michael Shanks ed Emma Blake è stato possibile iniziare ad analizzare i reperti. Nel 2000, il professor Ian Morris ha iniziato a scavare nell'acropoli con studenti e volontari da tutto il mondo. Nel 2002 lo scavo dell'acropoli era diventato uno dei più grandi progetti archeologici del Mediterraneo.
Gli scavi sull'acropoli si sono conclusi durante la stagione 2006, sebbene prosegua l'analisi dell'arretrato dei manufatti.